# Jose Corazon de Jesus
Jose Corazon de Jesus, geb. Jose Cecilio de Jesus (Manilla, 22 november 1896 - 26 mei 1932) was een Filipijns dichter. Hij was een van de meest populaire dichters in Tagalog van zijn tijd.

## Biografie
Jose Corazon de Jesus werd geboren als Jose Cecilio de Jesus in Santa Cruz in de Filipijnse hoofdstad Manilla. Hij was een van de drie kinderen van dr. Vicente de Jesus, de eerste Filipijnse Director of Health en Susana Pagilinan. Hij voltooide zijn lagere- en middelbareschoolopleiding aan het Liceo de Manila en behaalde in 1916 aan dezelfde onderwijsinstelling een Bachelor of Arts-diploma. Aansluitend studeerde De Jesus rechten en in 1920 voltooide hij deze bachelor-opleiding aan de Academia de Leyes. Al tijdens zijn studententijd begon De Jesus met dichten. Op 17-jarige leeftijd schreef hij zijn eerste gedicht Pangungulila en daarnaast publiceerde hij in het nationalistische blad Ang Muthi. Omdat De Jesus zich wilde concentreren op het schrijven, koos hij er na het voltooien van zijn rechtenstudie voor om het toelatingsexamen voor de Filipijnse balie niet te maken.
Vanaf 1920 werkte De Jesus voor het Tagalog nieuwsblad Taliba, waarin hij in oktober van dat jaar, gebruikmakend van het synoniem Huseng Batute, startte met een column genaamd Buhay, Maynila. Via deze column produceerde hij in de loop der tijd ongeveer 4000 gedichten. In zijn columns beschreef hij op satische wijze de toenmalige samenleving onder het Amerikaanse bewind. Via een andere column Ang Lagot na Bagting publiceerde hij ongeveer 800 gedichten. Daarnaast schreef De Jesus zeker 300 korte gedichten. Het merendeel van zijn gedichten waren gevoelig en romantisch van aard, maar De Jesus schreef ook enkele eposssen. Naast zijn gedichten schreef De Jesus ook muziekteksten voor onder meer Nicanor Abelardo. Ook schreef hij de Tagalog versie van de Bayan Ko, een populair patriottisch lied in de Filipijnen.
De Jesus verwierf grote bekendheid met zijn optredens in zogenaamde Balagtasans, vernoemd naar de prominent Filipijnse dichter Francisco Balagtas. Dit waren debatten tussen twee personen in dichtvorm. De eerste Balagtasan vond plaats in april 1924. Hierbij maakte met name het "duel" tussen Jose Corazon de Jesus en Florentino Collantes indruk. De teksten bij dit optreden waren al voordien geschreven. In oktober 1925 vond een nieuwe tweestrijd tussen Collantes en De Jesus plaats, ditmaal op basis van improvisatie. De Jesus won het duel en de titel Hari ng Balagtasan (koning van de Balagtasan). De Balagtasan bleef een populair tijdverdrijf in de Filipijnen tot na de Tweede Wereldoorlog en De Jesus won het merendeel van de duels waaraan hij meedeed. Naast zijn optredens in Balagtasans speelde De Jesus samen met zijn zoon Jose Corazon de Jesus jr. ook in de film Oriental Blood met Atang dela Rama en Carmen Rosales in de hoofdrollen, en tweemaal in het theater in de stukken Alamat ng Nayon en Maria Luisa.
De Jesus overleed in 1932 op 35-jarige leeftijd aan de gevolgen van een maagzweer. Hij was getrouwd met Asuncion Lacdan en kreeg met haar twee kinderen. Na zijn dood werd zijn hart gedoneerd aan de Filipijnse overheid, voor tentoonstelling in een museum. De Jesus werd begraven onder een boom op North Cementary in Manilla. Dit was conform zijn wensen zoals beschreven in zijn dagboek en zijn twee laatste gedichten Isang Punong Kahoy en Ang Akasya. De broer van De Jesus, Vicente de Jesus jr., was ook een dichter. Hij schreef zijn gedichten in de Spaanse taal.